# Koebanstadion
Het Koebanstadion (Russisch: Кубань стадион) is een multi-functioneel sportstadion in Krasnodar, dat plaats biedt aan 31.654 toeschouwers. De vaste bespeler van het stadion is Koeban Krasnodar. Het stadion was het thuisstadion voor zowel het voormalige Koeban Krasnodar als FK Krasnodar.
Het stadion werd geopend op 30 oktober 1960. Aanvankelijk had het stadion 20.000 zitplaatsen, wat later uitgebreid werd naar 31.641. Op 14 mei 1961 vond de eerste voetbalwedstrijd er plaats tussen Spartak Krasnodar (het voormalige Koeban Krasnodar) en Spartak Stavropol (het huidige Dinamo Stavropol).